# Autoroute A11 (France)
Pour les articles homonymes, voir A11.
En France, l'autoroute A11, appelée L'Océane, permet de relier Paris à Nantes depuis le péage de Saint-Arnoult jusqu'à Nantes via Le Mans et Angers. La première section a été achevée en 1966 entre l'échangeur avec l'A10 et Chartres sous le nom de B10. Elle a été terminée complètement le 24 avril 2008 lors de l'ouverture du contournement d'Angers.
L'A11 fait partie du réseau Cofiroute hormis la section Angers-Le Mans concédée à ASF pour sa zone ouest. Cette autoroute est couverte par Radio Vinci Autoroutes (107.7FM).

## Villes traversées
La liste suivante répertorie les principaux lieux touristiques sur une bande de 14 km[pourquoi ?] appartenant à une même route.
- Chartres
- Le Mans
- Angers
- Ancenis
- Nantes

## Sorties
Section concédée à Cofiroute et payante
- Échangeur entre A10 et A11 à 0 km : Paris, Évry, Versailles, Dourdan (demi-échangeur)
  -   Limitation à 130 km/h et 2 × 3 voies.
- 1 Ablis à 5 km : Ablis, Rambouillet, Étampes
  -  Aires de repos de Gourville (sens  Paris-Nantes),  des Chaudonnes (sens Nantes-Paris)

Passage du département des Yvelines à celui d'Eure-et-Loir. Passage de la région Île-de-France à celui du Centre-Val de Loire.
- Aires de service de Chartres-Gasville (sens Paris-Nantes),  de Chartres-Bois Paris (sens Nantes-Paris)
- 2 Chartres - est à 28 km : Chartres - centre,  Cathédrale Notre-Dame de Chartres

(en projet)  Échangeur entre A11 et A154 : Rouen (A13), Dreux, Orléans (A10), Dijon (A19)
- -  Aires de repos de Ver-lès-Chartres - les Souchets (sens  Paris-Nantes),  de Ver-lès-Chartres - les Moineaux (sens Nantes-Paris)
- 3 Chartres - Thivars à 41 km : Chartres - centre, Châteaudun, Thivars,  Cathédrale Notre-Dame de Chartres
  -  Aires de repos de La Poêle Percée (sens  Paris-Nantes),  des Dix-Sept Setiers (sens Nantes-Paris)
- 3.1 Illiers-Combray à 56 km : Illiers-Combray, Brou
  -  Aires de repos de La Charonnerie (sens  Paris-Nantes),  de La Leu (sens Nantes-Paris)
  -  Aires de service des Manoirs du Perche (anc. Brou-Frazé) (sens Paris-Nantes),  de Brou-Dampierre (sens Nantes-Paris)
- 4 Brou à 76 km : Brou, Châteaudun, Nogent-le-Rotrou
  -  Aires de repos de Charmes (sens  Paris-Nantes),  de La Petite Jardinière (sens Nantes-Paris)

Passage du département d'Eure-et-Loir à celui de la Sarthe. Passage de la région Centre-Val de Loire à celui de la Pays de la Loire.
- Aires de repos de Théligny (sens  Paris-Nantes),  de Montmirail (sens Nantes-Paris)
- 5 La Ferté-Bernard à 103 km : La Ferté-Bernard, Mamers, Saint-Calais, Nogent-le-Rotrou
  -  Aires de service de La Ferté-Bernard (sens Paris-Nantes),  de Villaines-la-Gonais (sens Nantes-Paris)
- 6 Connerré à 121 km : Connerré, Bonnétable[1]
  -  Aires de repos de Parnouette (sens  Paris-Nantes),  de La Charpenterie (sens Nantes-Paris)
  -  Aires de repos des Haras de Maulepaire (sens  Paris-Nantes),  de La Martinière (sens Nantes-Paris)
- Échangeur entre A28 et A11 à 135 km : Le Mans - centre, - Z. I. Sud, Tours, Bordeaux (A10), Orléans, Blois
  -  Aire de service de La Sarthe-Sargé-Le Mans (dans les deux sens)
- 7 Le Mans - Z. I. Nord à 144 km +  Échangeur entre A28 et A11 :
  -  7 : Le Mans, Sillé-le-Guillaume, Coulaines, Saint-Saturnin
  - A28 : Le Havre, Rouen (A13), Caen (A88), Alençon
  -   Rappel limitation à 130 km/h et 2 × 4 voies.
- Échangeur entre A81 et A11 à 148 km : Rennes, Laval
  -   Rappel limitation à 130 km/h et 2 × 2 voies.
- 8 Le Mans - centre / Université à 150 km : Le Mans, Loué

Section concédée à ASF et payante (sauf la sortie 13).
- Aire de repos de Pruillé-le-Chétif (dans les deux sens)
- 9 Le Mans - sud à 157 km : Le Mans - Z. I. Sud, Pontlieue, Allonnes, Tours par RD (Sortie empruntant l'Autoroute A11.1).
  -  Aire de repos de Pirmil (dans les deux sens)
  -  Aire de service de Parcé-sur-Sarthe (dans les deux sens)
- 10 Sablé - La Flèche à 188 km : Sablé-sur-Sarthe, La Flèche,  Centre Hospitalier de Sarthe et Loir

Passage du département de la Sarthe à celui de Maine-et-Loire.
- 11 Durtal à 202 km : Durtal, Le Lion-d'Angers, La Flèche
  -  Aire de repos de La Chapelle-Saint-Laud (dans les deux sens)
- 12 Seiches-sur-le-Loir à 215 km : Seiches-sur-le-Loir, Baugé, Blois par RD
- Échangeur entre A85 et A11 à 218 km : Saumur, Tours, Lyon (A71)
- Péage de Corzé (à système fermé)
  -  Aire de repos de Bauné (dans les deux sens)
- 13 Pellouailles-les-Vignes à 226 km : Tours, Le Mans par RD, Saint-Sylvain-d'Anjou, Pellouailles-les-Vignes

Section concédée à Cofiroute et payante (sauf les Contournements d'Angers et de Nantes).
- Limitation à 110 km/h et début de périphérie d'Angers (Rocade d'Angers).
  -  Aire de service des Portes d'Angers (dans les deux sens)
- 14 Gâtignolle +  Échangeur entre A87 et A11 à 232 km :
  -  14 : Tiercé, Écouflant
  - A87 : Angers - est, Niort, La Roche-sur-Yon, Cholet, Poitiers, Saumur par RD
  -  Limitation à 90 km/h et début de portion urbaine d'Angers (Contournement Nord d'Angers);  2 × 3 voies.
- 15 Angers - centre à 235 km ( Échangeur entre RD 323 (Voies sur Berges d'Angers) et A11) (de et vers Paris) : Angers -  C.H.U, M.I.N
  -   Rappel limitation à 90 km/h et 2 × 2 voies.
- 16 Angers - nord à 237 km : Angers, Avrillé - centre, Cantenay-Épinard, Terra Botanica,  C.H.U,  Tramway
  -  Traversée de la tranchée couverte d'Angers-Avrillé (Tunnel d'Angers) sur 1 689 mètres.
- 17 Angers - ouest ( Échangeur entre RD 775 et A11) à 242 km : Rennes, Laval, Nantes par RD, Montreuil-Juigné, Angers, Avrillé - Z. I., Beaucouzé
  -  Limitation à 110 km/h et fin de portion urbaine d'Angers, retour à la périphérie d'Angers.
- 18 Saint-Jean-de-Linières à 248 km : Saint-Jean-de-Linières, Châteaubriant, Candé, Bouchemaine, Angers - centre, sud
  -  Limitation à 130 km/h et fin de la périphérie d'Angers.
  -  Aires de repos des Montilets (sens  Paris-Nantes),  de Réveillon (sens Nantes-Paris)
- 19 Saint-Germain-des-Près à 258 km : Chalonnes-sur-Loire, Saint-Germain-des-Prés, Beaupréau, Bécon-les-Granits

Passage du département de Maine-et-Loire à celui de la Loire-Atlantique.
- Aires de service de Varades - Pays de la Loire (sens Paris-Nantes),  de Varades - Pays d'Ancenis (sens Nantes-Paris) à 302 km
- 20 Ancenis à 288 km : Laval, Segré, Candé, Ancenis-Saint-Géréon +  Péage d'Ancenis (à système ouvert)
  -  Aires de repos du Cellier (sens  Paris-Nantes),  du Launay (sens Nantes-Paris) à 331 km
- 22 Vieilleville ( Échangeur entre A811 et A11) à 314 km : Périphérique Sud,  Bordeaux (A83), Nantes - centre, Sainte-Luce-sur-Loire, Thouaré-sur-Loire, Carquefou - centre
  -  Limitation à 110 km/h et début de la périphérie de Nantes.
- 23 Boisbonne à 316 km : Nantes - est, La Beaujoire, Carquefou - centre
- 24 Gachet à 317 km : Nantes - est, La Beaujoire (depuis et vers Nantes)
  -  Limitation à 90 km/h
- 25 La Bérangerais à 320 km : La Chapelle-sur-Erdre
  -  Début du périphérique de Nantes
- Échangeur entre Porte de Gesvres (RN 844) et A11 ( 38 du Périphérique) à 321 km : Bordeaux (A83), Poitiers, Nantes - nord, centre
  -  2 × 3 voies
  -  2 × 2 voies
- Échangeur entre Porte de Rennes (A844) et A11 ( 37 du Périphérique) à 323 km : Rennes, Vannes (A82), Noirmoutier,  Aéroport de Nantes-Atlantique

  Fin de l'Autoroute A11, elle devient l'autoroute A844 et continue le périphérique de Nantes.

## Historique
- 1966 : ouverture de la première section, Chartres - Thivars, section construite par l'État et intégrée ultérieurement à la concession de Cofiroute.
- 1972 : ouverture de Saint-Arnoult-en-Yvelines - Chartres.
- 1975 : ouverture de Thivars - La Ferté-Bernard.
- 1978 : ouverture de La Ferté Bernard - Le Mans Ouest.
- 1981 : ouverture de Angers - Nantes.
- 1987 : ouverture de Durtal - Angers.
- 1988 : ouverture de Sablé/La Flèche - Durtal.
- 1989 : ouverture de Le Mans Ouest - Sablé/La Flèche.
- 1993 : ouverture de Carquefou-Périphérique de Nantes.
- 2008 : ouverture du contournement d'Angers (24 avril).
- 2014 : refonte de l'échangeur de Gâtignolle (avec l'A87) au nord d'Angers.
- 9 juillet 2015 : ouverture de l'échangeur d'Illiers-Combray[2].
- 2021 : ouverture de la sortie 6 à Connerré

### Dernier tronçon
L'A11 a été achevée tardivement car le contournement d'Angers, d'une longueur de quatorze kilomètres, prévu depuis trente ans, avait pris du retard. Initialement prévu le 31 août 2008, son ouverture a été avancée au 24 avril 2008.
Des travaux avaient été entrepris avec la construction d'une tranchée couverte d'environ deux kilomètres pour longer une zone urbaine, ainsi qu'un viaduc de 530 mètres surplombant la Maine.

## Lieux sensibles
- Péage de Saint-Arnoult
- Contournement d'Angers (ouverture le 24 avril 2008)
- Boulevard périphérique de Nantes entre les portes de Gesvres et de Rennes

## Divers
Le 5 novembre 2010, sur l'A11 près de Chartres, un motard a été contrôlé à 243 km/h.
Laurent Voulzy a fait une chanson sur cette autoroute intitulée L'Océane sur son album Bopper en larmes en 1983.